# Eusèbe de Dorylée
Eusèbe est un évêque de Dorylée en Asie mineure au Ve siècle, connu pour son combat contre Nestorius et Eutychès.

## Source
- CPG 5940-5944